# Anjuta
Anjuta je vývojové prostředí pro C a C++ pod Linux s GTK+ knihovnami a knihovnou GLib. Je napsaná v jazyce C. Poskytuje množství pokročilých programovacích pomůcek, jako jsou správa projektu, průvodce aplikací, interaktivní debugger a editor zdrojového kódu se zvýrazněním syntaxe.
Její funkcionalita je rozšiřitelná pomocí zásuvných modulů (pluginů); integrovaný správce souborů je takto implementován.
Anjuta je svobodný software distribuovaný pod licencí GNU General Public License (GPL).

## Anjuta DevStudio (2.x)
Anjuta DevStudio má za cíl poskytovat přizpůsobitelný a rozšiřitelný framework pro vývojové prostředí (knihovna libanjuta) a zároveň poskytovat implementaci běžných vývojářských nástrojů ve formě pluginů (Anjuta DevStudio).
Integruje další programovací nástroje, například Glade Interface Designer nebo Devhelp API pro prohlížení nápovědy.